# Gérard Chaliand
Gérard Chaliand (Etterbeek, 15 de febrero de 1934-París,  20 de agosto de 2025)fue un sociólogo francés de origen armenio, experto en conflictos armados y en relaciones internacionales y estratégicas. Se especializa en conflictos asimétricos (guerrillas, terrorismo, etc.). Fue también traductor, escritor y poeta.

## Trayectoria
Después de haberse graduado en el INALCO y en sociología política, se comprometió con guerrillas anticolonialistas (como el movimiento de Amílcar Cabral en Guinea Bissau) como observador pero también como combatiente. Durante cerca de 40 años ha investigado en Oriente Medio, en el Sureste asiático, Europa del este y la Comunidad de Estados Independientes (Asia central). Ha establecido relaciones con movimientos como el Fatah (Movimiento para la Liberación de Palestina), el FPLP (Frente Popular para la Liberación de Palestina), el FPLE (Frente para la Liberación de Eritrea), el EZLN (Ejército Zapatista de Liberación Nacional) mexicano o los Tigres Tamiles (que considera como la guerrilla más eficiente del mundo).

## Trabajo
No es miembro de ningún "think-tank"; investiga por su propia cuenta. Es docente en la ENA (centro de formación de los altos funcionarios de Francia) y en la École de Guerre (la escuela de oficiales superiores del ejército francés) y fue director del Centro europeo de estudios de Conflictos. Es también consejero del Ministerio de Asuntos Exteriores de Francia desde 1984. Es asimismo profesor visitante en varias universidades de distintos países.